# Pelyva

Zöld színben látható a murvalevél

A pelyva, vagy polyva, (latin gluma) a pázsitfüvek és a sásfélék virágját körülvevő hártyás levélke (murvalevél (bractea)) más néven léha valamint a cséplésnél összetöredezett toklász. Az aratás végterméke a gabonaszem, a pelyva a magról szeleléssel leválasztott, általában nem hasznosított része. 
Tágabb értelemben a száraz gabonaféléket burkoló védőréteg, a toklász és a léha (búza, rozs, árpa, zab, rizs, köles, cirok stb.) letöredezett apró hulladékai, melyektől különbözik  gabonafélék cséplése után keletkező aljgabona. Ez tartalmazza a szalma, törek, ocsú, pelyva részeket. 
Az ocsú  a kicsépelt gabona szemetes, törmelékes maradéka, amely tartalmazza az aszott, törött szemeket és a gyommagvak keverékét.  A népi nyelvben megkülönböztetik még a finom pelyvát is, amit a népi építészetben vályogtégla készítéséhez, paticsfal építésekor, vagy ún. tapasztáskor, ínségesebb időkben az állatok takarmányozására használtak fel.